# 뉴로시네마
뉴로시네마(Neuro-cinema)는 신경을 의미하는 뉴로(Neuro)와 영화를 의미하는 시네마(cinema)의 합성어로, 영화 마케팅, 촬영, 편집까지 영화 제작에 신경과학을 활용하는 것을 의미한다. 뉴로시네마는 fMRI를 활용한다. fMRI는 뇌의 특정부위가 활성화되면 해당 부위에 혈액이 모이는 것을 영상으로 보여준다. 뉴로시네마는 영화를 관람하는 관객들의 fMRI 영상을 분석하여, 매순간 관객들의 반응을 확인할 수 있고, 그 내용을 편집 혹은 촬영 과정에 반영하여 보다 정교한 영화를 만들게 된다. 뉴로시네마는 뉴로마케팅에서 파생되었다고 볼 수 있다. 뉴로시네마의 대표적인 사례로는 캐머런 감독의 '아바타'가 있다.